# Liste der Mitglieder des Landtages (Freistaat Anhalt) (7. Wahlperiode)
Diese Liste gibt einen Überblick über alle Mitglieder des Landtages des Freistaates Anhalt in der 7. Wahlperiode (1933).
Aufgrund des Gleichschaltungsgesetzes vom 31. März 1933 wurde der Landtag nach dem Ergebnis der Reichstagswahl vom 5. März 1933 am 19. April 1933 neu gebildet. Die Wahlbeteiligung betrug 93,81 %. Mit der Auflösung des Reichstages am 14. Oktober 1933 wurde der Landtag wie alle Volksvertretungen der Länder aufgelöst. Mit dem Gesetz über den Neuaufbau des Reichs vom 30. Januar 1934 wurde die Institution endgültig aufgehoben.

## Sitzverteilung
| Partei                                                 | Stimmenanteil in % | Sitze |
| ------------------------------------------------------ | ------------------ | ----- |
| Nationalsozialistische Deutsche Arbeiterpartei (NSDAP) | 46,11              | 14    |
| Sozialdemokratische Partei Deutschlands (SPD)          | 30,78              | 09*   |
| Kommunistische Partei Deutschlands (KPD)               | 11,43              | 04**  |
| Kampffront Schwarz-Weiß-Rot                            | 08,39              | 03    |

* Die Zuteilung von Sitzen der SPD wurde aufgrund der Verordnung zur Sicherheit der Staatsführung vom 7. Juli 1933 (Reichsgesetzblatt I, S. 462) unwirksam. Die Abgeordneten der SPD waren bereits am 23. Juni 1933 von der Ausübung ihres Mandates ausgeschlossen wurden.

** Die Zuteilung von Sitzen der KPD wurde aufgrund des Gleichschaltungsgesetzes vom 31. März 1933 (Reichsgesetzblatt I, S. 153) unwirksam. Damit wurde sämtlichen Abgeordneten der KPD noch vor Amtsantritt das Mandat aberkannt.

## Abgeordnete
| Name                     | geb. | Partei                             | Anmerkungen            |
| ------------------------ | ---- | ---------------------------------- | ---------------------- |
| Robert Bauerschmidt      | ?    | NSDAP                              |                        |
| Karl Bückmann            | ?    | NSDAP                              |                        |
| Johann Budnarowski       | 1881 | SPD                                |                        |
| Hermann Fischer          | 1884 | NSDAP                              |                        |
| Willy Friedrich          | ?    | Kampffront Schwarz-Weiß-Rot (DNVP) |                        |
| Max Günther              | 1871 | SPD                                |                        |
| Albert Haase             | ?    | NSDAP                              |                        |
| Paul Hofmann             | 1901 | NSDAP                              |                        |
| Theodor Hofmann          | 1905 | NSDAP                              |                        |
| Willy Knorr              | 1878 | Kampffront Schwarz-Weiß-Rot (DNVP) |                        |
| Hermann Kostitz          | 1873 | SPD                                |                        |
| Walter Kraatz            | ?    | Kampffront Schwarz-Weiß-Rot (DNVP) | Namensvariation: Kraaz |
| Paul Krause              | 1894 | NSDAP                              |                        |
| Adolf Krüger             | 1892 | SPD                                |                        |
| Gustav Leidenroth        | 1885 | NSDAP                              |                        |
| Wilhelm Friedrich Loeper | 1883 | NSDAP                              |                        |
| Wolfgang Nicolai         | ?    | NSDAP                              |                        |
| Eugen Noack              | ?    | NSDAP                              |                        |
| Max Ohland               | 1879 | SPD                                |                        |
| Richard Paulick          | 1876 | SPD                                |                        |
| Heinrich Peus            | 1862 | SPD                                |                        |
| Willy August Schüler     | ?    | NSDAP                              |                        |
| Hermann Schwerdtfeger    | ?    | NSDAP                              |                        |
| Karl Selig               | 1889 | NSDAP                              |                        |
| Ludwig Sinsel            | 1884 | SPD                                |                        |
| Wilhelm Voigt            | 1867 | SPD                                |                        |